# Voorwerp in de urinebuis

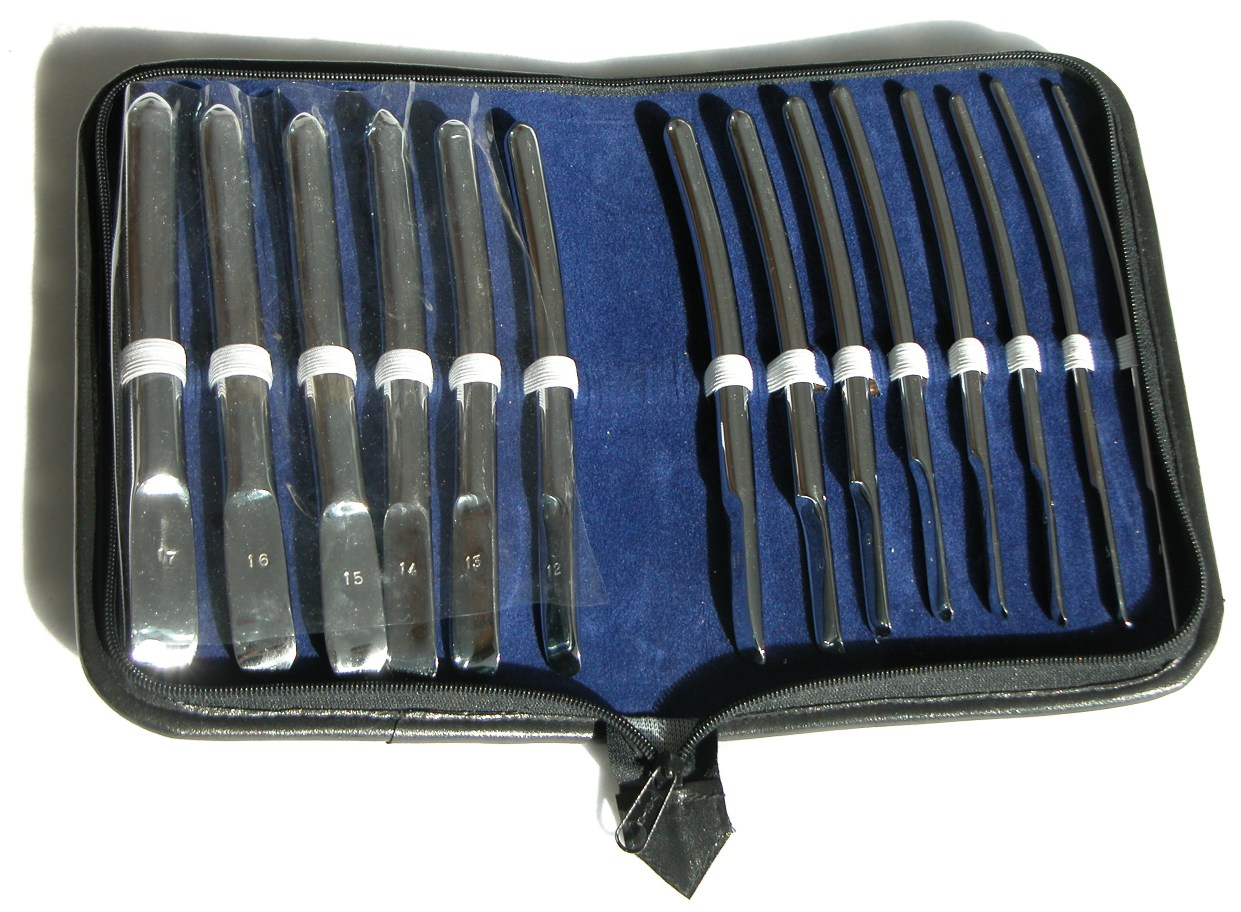
Hegar-Dilatatoren, van rechts naar links toenemend van 4 tot 17 mm

Het aantreffen van een voorwerp in de urinebuis (urethra) wordt in medische publicaties beschreven, meestal als gevolg van auto-erotische activiteiten (urethral sounding). Dit kan leiden tot infecties of verwondingen. Aanleiding voor het zoeken van medische hulp zijn meestal klachten als pijn, bloedverlies of problemen met plassen (eventueel urineretentie, niet meer kunnen plassen) omdat men het voorwerp niet meer zelf kan verwijderen, met name als dit in de blaas is terechtgekomen. Bij voorwerpen in de blaas gaat het iets vaker om ongelukken met medische instrumenten of hulpmiddelen, of ondeskundig gebruik daarvan. Bij vrouwen belanden voorwerpen veel eerder in de blaas dan dat ze in de urinebuis blijven steken, omdat de urinebuis veel korter (en rekbaarder) is dan bij de man: Bij vrouwen 2,5 tot 4 cm, bij mannen gewoonlijk 18 tot 20 cm.

## Epidemiologie

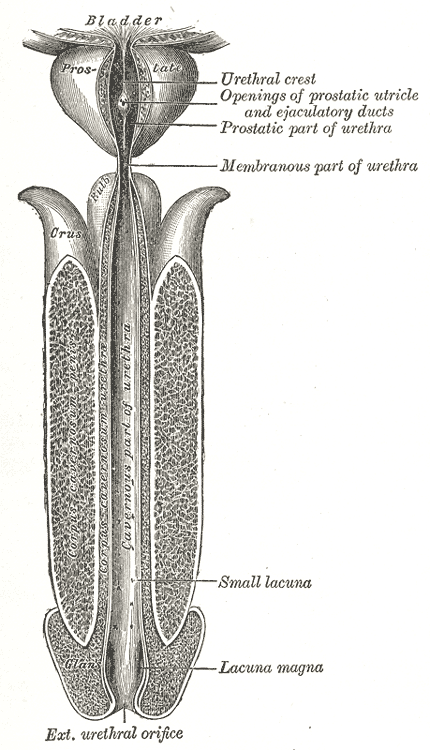
Bovenaanzicht van een doorsnede door de mannelijke urethra. Gray's Anatomy, plaat 1142

Medische publicaties betreffende voorwerpen in de urinebuis gaan vaak over incidentele gevallen, maar er zijn ook grotere overzichtsartikelen verschenen. Met een seksueel doel stimuleren of experimenteren wordt als belangrijkste reden genoemd voor het inbrengen van voorwerpen in de urinebuis. Verder psychiatrische aandoeningen (waaronder opzettelijk zichzelf verwonden), misbruik van middelen, zwakbegaafdheid en geweld van buitenaf. Er zijn een klein aantal gevallen beschreven van combinatie van polyembolokoilamania (het inbrengen van voorwerpen in lichaamsopeningen) met een obsessieve-compulsieve stoornis. Ook zijn zeldzame gevallen gemeld van het inbrengen van drugs (cocaïne) via de urinebuis, van vloeibare paraffine om ter anticonceptie de ejaculatie tegen te houden, en pogingen om met behulp van een voorwerp een urineretentie te verhelpen.
Vanwege het taboe rond het onderwerp is het uiteraard zeer onduidelijk in welke verhouding het aantal hulpvragers staat tot het aantal mensen dat de urinebuis inwendig met een voorwerp stimuleert zonder dat dit leidt tot nadelige gevolgen. Zo is het ook onbekend welk percentage van de bevolking recreatief urethraal sonderen toepast. Maar op het internet lijkt de populariteit hiervan toe te nemen, vooral, doch niet uitsluitend, onder mannen.
Uit het National Electronic Injury Surveillance System (NEISS) bleek in de USA van 2011 tot 2020 een toename van bezoeken aan de Eerste Hulp voor genitale verwondingen als gevolg hiervan, wat in 11,8% van deze gevallen in een ziekenhuisopname resulteerde. Het ging daarbij veel meer om mannen dan om vrouwen.
Dakin (1883-1975) beschreef in 1948 meer dan 1000 gevallen in de Verenigde Staten, over een periode van 15 jaar.

## Klinische aspecten
Wat betreft de urinebuis zijn een grote verscheidenheid aan (huishoudelijke) voorwerpen gerapporteerd, waaronder opvallend vaak elektrische draden, die door het bewegen ervan in de blaas opkrulden en daardoor vast kwamen te zitten. Verder bijvoorbeeld (delen van) pennen, paperclips, haarspelden, AAA-batterijen en magnetische kralen. Hermans somde in 1926 tientallen verschillende voorwerpen op die, volgens de door hem geraadpleegde literatuur, in de urinebuis en de blaas waren aangetroffen. Als iatrogeen in de blaas terechtgekomen voorwerpen noemen Bansal et al. onder andere afgebroken deeltjes van katheters of medische instrumenten, en vergeten dubbel-J katheters.
In een groot internationaal onderzoek via internet onder 2000 mannen die seks hadden met mannen vond men dat 10,7% van hen urethral sounding hadden toegepast en dat deze laatste groep ook in andere opzichten meer seksuele risico's nam. In een enquête onder mannen met genitale piercings, waarvan er 24% (85/354) reageerden, bleek de meerderheid van hen als reden voor het inbrengen van een voorwerp in de urinebuis seksueel experimenteren te noemen. Tewksbury et al. kwamen in uitvoerige interviews met acht mannelijke sounders  tot de conclusie dat niet alleen louter mechanische stimulatie een rol speelt maar ook de spanning en opwinding door het gevaar, door het uitzonderlijke van de activiteiten en zelfs door de onderlinge rivaliteit binnen een geheime community die online beelden post van voorwerpen in de penis; maar ze bevestigden ook de bevinding van andere onderzoekers dat het vaak om "gemiddelde Amerikaanse mannen" ging. 
Patiënten zoeken vaak pas laat hulp voor ontstane complicaties, vanwege schaamte en angst, terwijl de opgetreden problemen medisch vrijwel altijd goed te verhelpen zijn. Door dit patient delay ontstaat makkelijk, en vaak snel,  steenvorming rond het voorwerp, zelfs als dit niet in de blaas belandt.
Adequate hulpverlening bij in een lichaamsopening ingebrachte voorwerpen kan nogal eens in het gedrang komen door emotionele reacties bij artsen en verpleegkundigen: ontzetting, verlegenheid, walging, spot, afkeuring, opwinding. Vandaar dat het inschakelen van een psychiatrisch consulent niet alleen raadzaam wordt geacht om de patiënt te beoordelen maar ook om hulpverleners meteen te begeleiden.

## Huidige ontwikkelingen

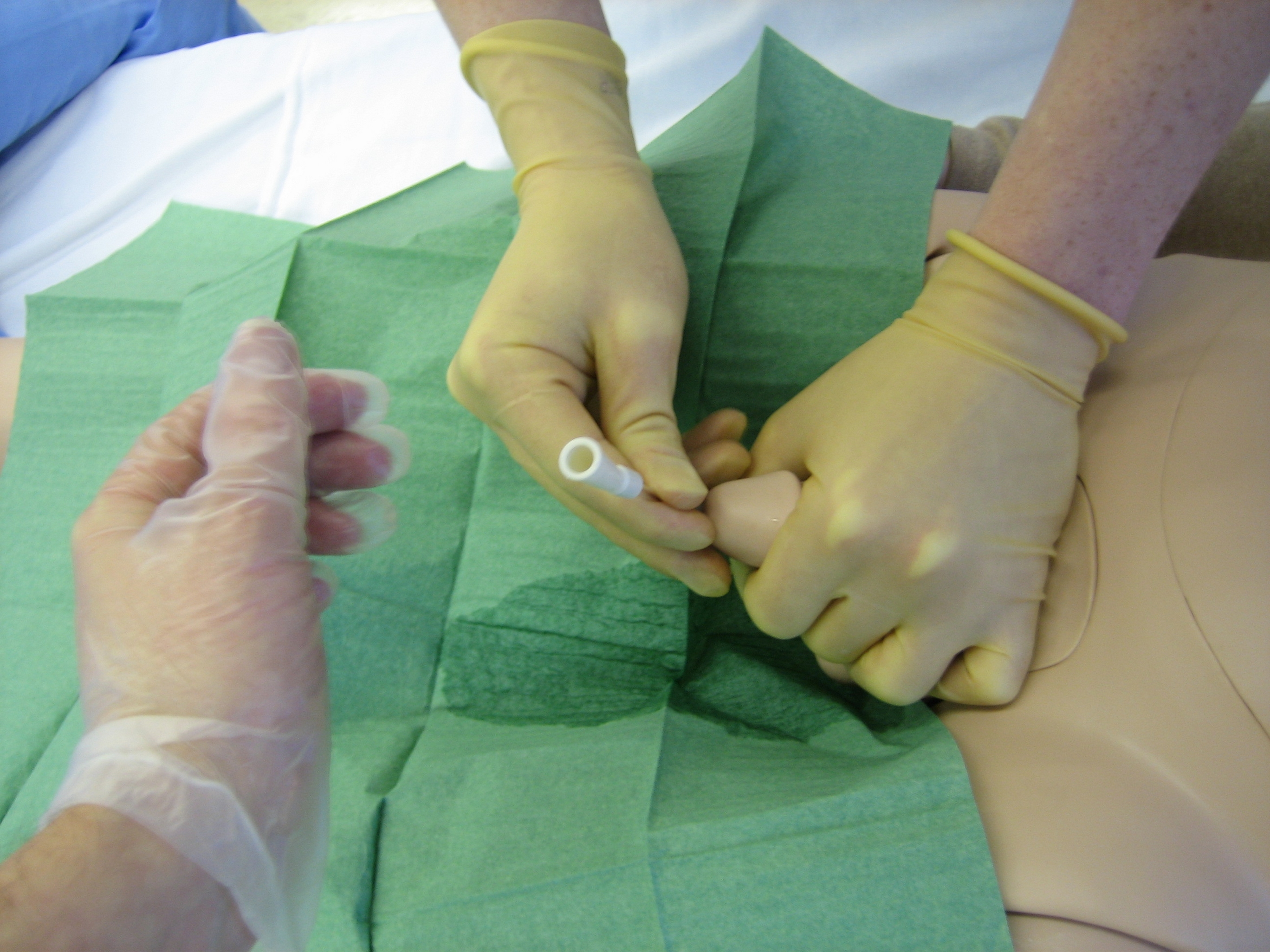
Steriele katheterisatie met een Tiemann-katheter bij een dummy

Er bestaan thans allerlei aangepaste seksspeeltjes (meestal dilatoren genoemd) met als functie het prikkelen – en wijder maken - van de urinebuis. Soms zijn het equivalenten (in metaal of siliconen) van de vaginale dilatatoren, maar dit neemt niet weg dat deze activiteit niet vrij van risico's is, zeker als dit met andere voorwerpen gebeurt, die niet voor dit doel ontworpen zijn. De handeling is vrijwel identiek aan blaaskatheterisatie maar met een hoger risico op urineweginfecties, aangezien in feite een medische handeling wordt toegepast in vaak minder zorgvuldige omstandigheden. Het diepere deel van de urinebuis, zeker bij de man, is normaal vrijwel steriel, maar met het voorwerp kunnen ook schadelijke bacteriën worden ingebracht, die ontstekingen veroorzaken, en in het slechtste geval ook via de ureters de nieren of de bloedbaan kunnen bereiken.
Hoewel de term seksverslaving beladen is wint hij wel aan terrein, en uiteraard kan ook urethrale masturbatie daartoe leiden.
Gezien de aard van de risico's en mogelijke letsels wordt door sommige auteurs aangeraden om het onderwerp te behandelen bij seksuele voorlichting op scholen.